# Siphona griseola
Siphona griseola là một loài ruồi trong họ Tachinidae.